# NFL Quarterback Club (Challenge)
NFL Quarterback Club fue el primer juego de la saga de NFL Quarterback Club lanzado para Game Boy en 1993.
Curiosamente fue el único juego que no contó con la participación de Acclaim, sino una de sus divisiones, la LJN quién distribuyó el juego y fue desarrollado por Beam Software. El juego no debe confundirse con el NFL Quarterback Club para Super Nintendo y Sega Genesis que presentaba el estilo de juego tradicional.
El juego en vez de ser un típico partido de fútbol americano este se trata de jugar una serie de pruebas para mariscales tales como puntería de pase, mayor distancia de pase o corridas de mariscales tratando de sacar la mayor cantidad de puntos posibles. A pesar del nombre del juego en el menú principal sale como NFL Quarterback Challenge.

## Mariscales presentes en el juego
- Jeff Hostleter, Los Angeles Raiders
- Phil Simms, New York Giants
- Steve Young, San Francisco 49ers
- Mark Rypien, Washington Redskins
- Boomer Esiason, New York Jets
- Bernie Kosar, Cleveland Browns
- John Elway, Denver Broncos
- Warren Moon, Houston Oilers
- Jim Everett, Los Angeles Rams
- Randall Cunningham, Philadelphia Eagles
- Jim Harbaugh, Chicago Bears
- Troy Aikman, Dallas Cowboys
- Jim Kelly, Buffalo Bills

## NFL Quarterback Club Series
- NFL Quarterback Club (Challenge)
- NFL Quarterback Club
- NFL Quarterback Club '96
- NFL Quarterback Club '97
- NFL Quarterback Club '98
- NFL Quarterback Club '99
- NFL Quarterback Club 2000
- NFL Quarterback Club 2001
- NFL Quarterback Club 2002

- Datos: Q6036868